# Atkins (entreprise)
Pour les articles homonymes, voir Atkins.
Atkins est une ancienne multinationale britannique dont l'un des métiers était l'aide à l'ingénierie, principalement dans le secteur des travaux publics. Elle était cotée à la Bourse de Londres et présente dans l'indice FTSE 250. Fondée en 1938, elle a disparu en 2017.

## Histoire
En avril 2017, la multinationale canadienne SNC-Lavalin annonce l'acquisition d'Atkins pour 2,6 milliards de dollars. Elle est absorbée au sein du groupe SNC-Lavalin, qui se renomme AtkinsRéalis.

## Constructions notables
Nombre de bâtiments dont elle a pris part à la conception, voire à la construction, sont situés à Dubaï ou dans d'autres pays du Golfe Persique. Les contributions principales de la société Atkins sont :

### Années 1990
- Union Tower à Dubaï aux Émirats arabes unis, terminé en 1996
- Hôtel Jumeirah Beach à Dubaï, terminé en 1997
- Burj-Al-Arab à Dubaï, terminé en 1999

### Années 2000

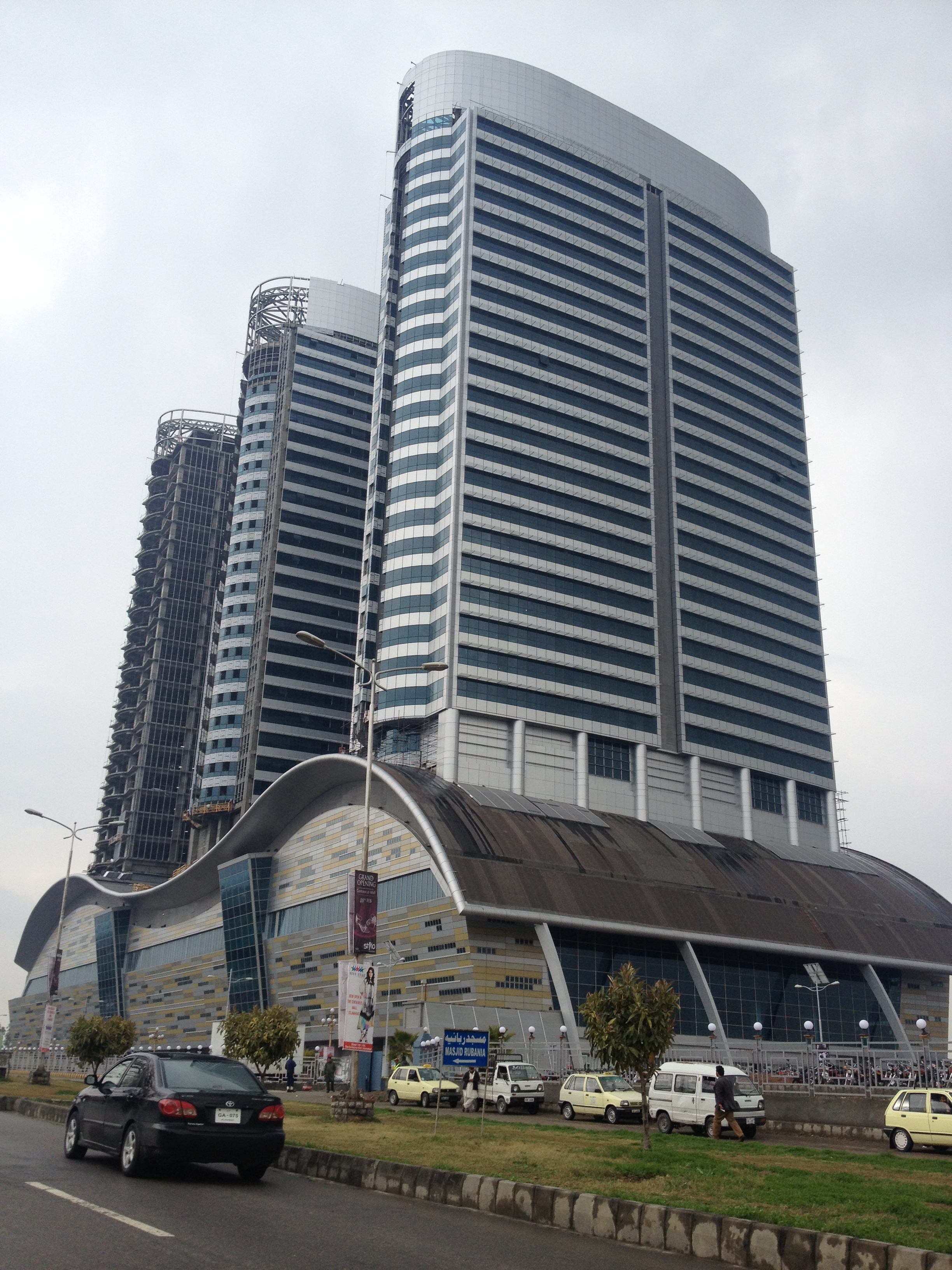
The Centaurus à Islamabad, au Pakistan.

- 21st Century Tower à Dubaï aux Émirats arabes unis, terminé en 2003
- Abu Dhabi Oil Refining Company Tower à Abou Dabi  aux Émirats arabes unis, terminé en 2004
- Chelsea Tower à Dubaï aux Émirats arabes unis, terminé en 2005
- Millenium Tower à Dubaï, terminé en 2006
- Le Rêve à Dubaï, terminé en 2006
- Common Era International Center à Pékin en Chine, terminé en 206
- Goldcrest Views à Dubaï aux Émirats arabes unis, terminé en 2007
- Indigo Tower à Dubaï, terminé en 2007
- Marina Mansions à Dubaï, terminé en 2007
- Bahrain World Trade Center, à Manama à Bahreïn, achevé en 2008.
- The Address Downtown Dubaï à Dubaï aux Émirats arabes unis, terminé en 2008.
- Sky Gardens à Dubaï, terminé en 2008.
- Iris Blue à Dubaï, terminé en 2008.
- Tiffany Tower à Dubaï, terminé en 2009.
- Executive Towers à Dubaï, terminées en 2009.
- Global Lake View à Dubaï, terminée en 2009.
- The Regatta à Jakarta en Indonésie, terminé en 2009
- Indigo Icon à Dubaï aux Émirats arabes unis, terminée en 2009.

### Années 2010
- Sama Tower à Dubaï aux Émirats arabes unis, terminé en 2010.
- Millenium Residences à Bangkok en Thaïlande, achevés en 2010
- The Centaurus à Islamabad au Pakistan, achevé en 2013
- Capital Fort à Sofia en Bulgarie, achevé en 2013
- Iris Bay à Dubai aux Emirats Arabes Unis, achevé en 2015
- The Arkadians à Karachi au Pakistan
- InterContinental Shanghai Wonderland en Chine

Elle participe également à l'ingénierie dans le cadre de la conception de bâtiments en vue des Jeux olympiques d'été de 2012 à Londres.